# Махреньга
Махреньга — река в России, протекает в Грязовецком районе Вологодской области. Устье реки находится в 56 км по правому берегу реки Комёлы. Длина реки составляет 18 км.
Махреньга берёт начало в болотах примерно в 11 км к западу от Грязовца неподалёку от деревни Кругляк (Юровское муниципальное образование). Течёт на северо-запад, в среднем течении протекает деревни Хаймино и Слободища. В нижнем течении входит в болотистую ненаселённую местность, впадает в Комёлу двумя рукавами (между устьями рукавов — 600 метров).

## Данные водного реестра
По данным государственного водного реестра России относится к Двинско-Печорскому бассейновому округу, водохозяйственный участок реки — Северная Двина от начала реки до впадения реки Вычегда, без рек Юг и Сухона (от истока до Кубенского гидроузла), речной подбассейн реки — Сухона. Речной бассейн реки — Северная Двина.
По данным геоинформационной системы водохозяйственного районирования территории РФ, подготовленной Федеральным агентством водных ресурсов:
- Код водного объекта в государственном водном реестре — 03020100312103000006875
- Код по гидрологической изученности (ГИ) — 103000687
- Код бассейна — 03.02.01.003
- Номер тома по ГИ — 03
- Выпуск по ГИ — 0